# Satillieu
Satillieu – miejscowość i gmina we Francji, w regionie Owernia-Rodan-Alpy, w departamencie Ardèche.
Według danych na rok 1990 gminę zamieszkiwało 1818 osób, a gęstość zaludnienia wynosiła 55 osób/km² (wśród 2880 gmin regionu Rodan-Alpy Satillieu plasuje się na 476. miejscu pod względem liczby ludności, natomiast pod względem powierzchni na miejscu 175.).

## Populacja

Populacja Satillieu w latach 1962-2008